# تالش
تالش (به تالشی: تؤلش / Tolış) نام کلی مناطقی است که وطن اصلی تالشان بوده و شامل سرزمین‌هایی است که تالشان بیشینهٔ جمعیت را در آن تشکیل می‌دهند. تالش مشتمل بر منطقه‌ای در ایران (غرب گیلان و بخش عنبران در استان اردبیل)  و منطقه‌ای در جمهوری آذربایجان (تالش گشتاسبی) است.
منطقه تالش به طور کلی از سپیدرود در کوه‌های البرز غربی در تا دشت ارس-کورا در جنوب جمهوری آذربایجان امتداد دارد. این منطقه محل سکونت قومیتی است که به زبان تالشی، از زبان‌های شمال‌غربی ایران، صحبت می کنند. به جز بخش عنبران بقیه مناطق تالش‌نشین در شرق رشته کوه البرز قرار دارد. در کل جمعیت تالش حدود ۲ میلیون نفر است.
همچنین تالش نام یک شهر و شهرستان در استان گیلان ایران است که بزرگ‌ترین شهر قوم تالش در ایران می‌باشد. نام قدیمی شهر تالش، هشتپر و نام قدیمی شهرستان تالش، طوالش بود و شهر هشتپر که مرکز شهرستان طوالش بود را به‌صورت هشتپر طوالش نیز استفاده می‌کردند. بیشتر ساکنان تالش و شهرهای اطراف آن از همان نام قدیمی هشتپر استفاده می‌کنند. شهر لنکران در جمهوری آذربایجان نیز بزرگترین شهر تالش‌نشین و مرکز تالش‌‌های آن کشور است.

## نام

### طیلسان
تا پیش از سدهٔ هفتم به سرزمین و اقوام تالش، طیلسان گفته می‌شد و نخستین بار یاقوت حموی از لفظ طلشان استفاده نمود. مورخان صدر اسلام در جهت غرب طبرستان به پنج ولایت دیلم و گیلان و ببر و طیلسان و موغان یاد می‌کنند.
نخستین بار بلاذری در فتوح‌البلدان از طیلسان به‌عنوان ناحیتی در شمال ایران یاد می‌کند و می‌نویسد:

ولید بن عقبه ابی محیط بن ابی امیه چون از جانب عثمان بن عفان والی کوفه گردید از حدود قزوین به بعد را، یعنی دیلم و آذربایجان و گیلان و موقان و ببر و طیلسان را از نو فتح کرد.

ابن اثیر نیز در کتاب الکامل فی التاریخ به طیلسان اشاره می‌نماید و می‌نویسد:

برا بن عازب دیلمان را تار و مار کرد و وادار به قبول باج نمود، علاوه بر آن به دیلمان و جیلان و طیلسان و ببر لشکیر کشید و سپس بازگشت.

یعقوبی در تاریخ یعقوبی به قوم طیلسان اشاره می‌نماید. یعقوبی می‌نویسد:

فرزندان عامور بن ثوبل بن یافث بن نوح به طرف چپ خاور بیرون شدند و جمعی از آنها؛ یعنی فرزندان ناعوما از ناحیه جربی به سمت شمال رفتند و در شهرها پراکنده شده و چندین امت شدند به نام‌های برجان، دیلم، تبر، طیلسان، جیلان، فیلان، الان، خزر، دودانیه و ارمن.

در فرهنگ آنندراج ذیل کلمهٔ طیلسان آمده‌است:

طیلسان اقلیمی است وسیع در نواحی دیلم.

در دایرةالمعارف دهخدا آمده‌است:

طیلسان [ط ل] (اخ) اقلیمی است وسیع است در نواحی دیلم (منتهی الارب و آنندراج) رجوع به تالش شود. اقلیمی است پهناور دارای شهرستان بسیار از نواحی دیلم یا خزر که ولید بن عقبه آن را سال ۳۵ هجری گشود.

### تالش
ابوالقاسم عبدالله بن محمد القاشانی مورخ قرن هشتم در کتاب تاریخ الجایتو اقوام تالش را طیلسان می‌نامد، وی می‌نویسد:

میان فرخه رودسر (رودسر تالشدولاب) که آخر موغان و گیلان است که آن را اسالم‌رود خوانند مقدار بعد مسافت آن نیم روز راه است که اقوام آن جمله تالشان می‌باشند و این لفظ را از طیلسان گرفته‌اند.

واژهٔ تالش پیش از تألیف تاریخ الجایتو در کتاب معجم‌البلدان که مؤلف آن یاقوت حموی در اوایل سدهٔ هفتم هجری می‌زیسته، به‌معنی سرزمین تالش کنونی ذکر شده‌است و شرح آن در کتاب سرزمین‌های خلافت شرقی چنین آمده‌است:

در حاشیهٔ باریک ساحلی و دامنه‌های کوهستانی که از جنوب غربی دریای خزر به‌طرف شمال کشیده شده و از طرف خاور مقابل دریاست، سرزمین طالش خوانده می‌شود که یاقوت حموی آن را به‌شکل جمع طلشان یا طالشان ضبط کرده‌است.

### کادوش
احمد کسروی تالش را لفظ دگرگون‌یافتهٔ کادوش می‌داند، وی می‌نویسد:

کادوش تا زمان ساسانیان معروف بود کم‌کم تغییرهایی در آن از روی قواعد زبان‌شناسی روی داد بدین سان که «ک» تبدیل به «ت» یافته و «د» مبدل به «ل» شده و این است که «کادوش» «تالوش» گردید سپس «و» هم از میان رفته «تالش» گفته شد. به‌عبارت دیگر مردمی که امروز تالش نامیده می‌شوند بازماندگان آن مردم باستانی می‌باشند که ما در تاریخ آنان را با نام «کادوش» می‌یابیم و واژهٔ تالش نیز تبدیل شده همان کادوش می‌باشد چنان‌که این موضوع از دید فن زبان‌شناسی ایران روشن و یقین است.

جواد مشکور از جمله محققانی است که در مورد تبدیل «کادوش» به «تالش و تالوش» با احتیاط اظهار نظر نموده و نوشته‌است:

کادوسیان مردمی بودند که در گیلان جای داشتند و ظاهراً نیاکان طالشی‌های کنونی بوده‌اند و کادوس مصحّف یا یونانی‌شدهٔ تالوش است که در قرن بعد تالش شده‌است و از بومیان سابق ایران بوده‌اند.

احمد کسروی در کتاب کاروند از قول استرابون می‌نویسد:

استرابون مورخ یونانی در کتاب جغرافیای خود که دو هزار سال پیش نوشته‌است، اقوام کوه‌نشین سرزمین ماد را بدین‌سان نام می‌برد: کردتیان، آماردان، تپوران، کادوسیان.

## تاریخ تالش

### پیش از اسلام

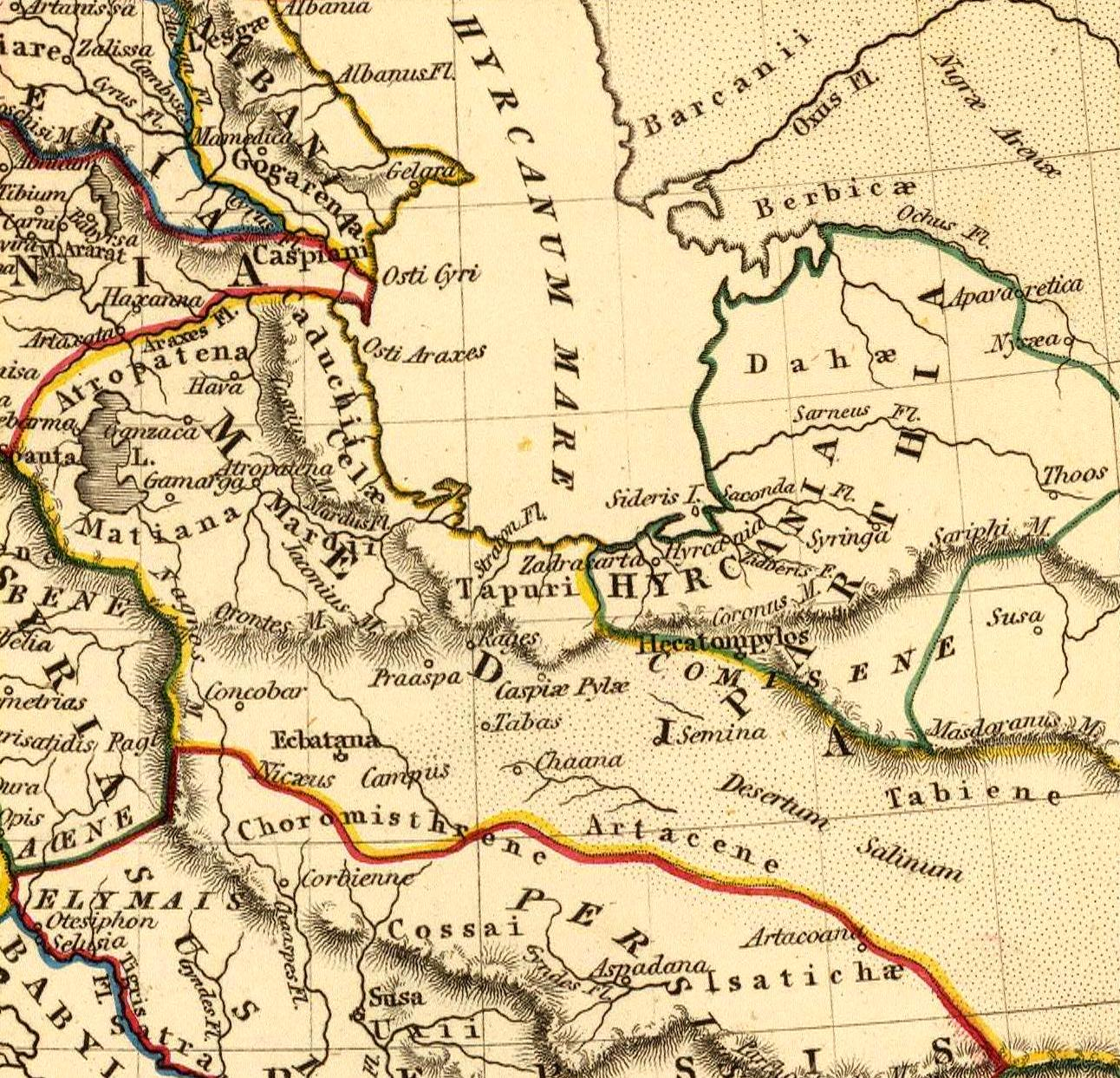
موقعیت کادوسیان در قرن دوم قبل از میلاد، در غرب سپیدرود

قوم تالش بازماندگانِ همان مردم باستانی می‌باشند که در تاریخ، نام آن را کادووس و کادووش می‌یابیم، تاریخ چندهزارسالهٔ تالش و سیر تحولات اجتماعی و فرهنگی آن مردم در طول تاریخ نشان‌دهندهٔ آن است که کمترین توجه به آن‌ها شده. در نقاط ییلاقی و نیمه‌ییلاقی آثاری وجود دارد که بیانگر تمدنی ناشناخته است. کهن‌ترین اثر مکتوب که از ایران باستان به دست ما رسیده، اوستا، کتاب دینی زرتشت، پیامبر ایرانی است. از روی آن نوشته‌ها با نام اقوامی چون تپور، گل، کادووس، امارد، کاسپی و غیره برخورد می‌کنیم. برای روشن شدن موضوع، کشفیاتی که از گورستان مردگان مریان و تول تالش به دست آمده، نشانگر تمدن تالش‌هاست. (مشکور دراین‌باره نوشته: حدود سه‌هزار سال پیش از میلاد، مردم ایران به وجود مس آگاهی پیدا کردند و کمی بعد با اختلاط مس و قلع، مفرغ اختراع شد. در همین اوان خنجر ساخته شد که اهالی تالش و لرستان از این وسیله استفاده زیاد می‌کردند). در دوران باستان به‌علت جنگاوری و دلیری و میهن‌پرستی کم‌نظیر این قوم، آنان را جهت نگهبانی از نقاط سوق‌الجیشی به مرزها می‌فرستادند. این بی‌گفتگو است که نشیمن کادوسیان در کوهستان شمال شرقی آذربایجان، در آنجا می‌بوده که اکنون نشیمن تالشان است. می‌باید گفت: نه کادوسیان از میان رفته‌اند و نه تالشان از جایی دیگر به‌جای ایشان آمده‌اند. این تالشان فرزندان و بازماندگان همان کادوسانند و نام «تالش» دیگرشده از نام «کادوس» است.
یافته‌های باستان‌شناسان در این سرزمین دیرینگی آن را به هزارهٔ نخست پیش از میلاد می‌رساند. احتمالاً در همین دوره اقوام کادوسی در آن منطقه استقرار داشتند. گورهای برجای‌مانده از آنان و سنّت دفنشان مؤید ارتباط آنان با سکاییان آریایی‌تبار است. تا پیش از تشکیل حکومت ماد در ایران، سرزمین کادوسیان گاهی به تصرف آشوریان درمی‌آمد و زمانی به قلمرو اورارتوها افزوده می‌گشت. با به قدرت رسیدن مادها و اضمحلال آشوریان و اورارتوها، کادوسیان اگرچه تابع مادها نشدند، اما از متحدان سیاسی آنان به‌شمار می‌آمدند. بعدها در زمان هخامنشیان سرزمین کادوسیان در درون مجموعهٔ نظامی و اداری واحدی ادغام شد. به‌هنگام حملهٔ اسکندر مقدونی به ایران و سقوط هخامنشیان سرزمین کادوسیان بخشی از ماد کوچک به‌شمار می‌رفت. کادوسیان به انقیاد مقدونیان درنیامدند و مقدونی‌ها به همین بسنده کردند که اجازهٔ عبور از خاک آنان به‌مقصد هیرکانیا و پارت را دریافت دارند. روابط کادوسیان با دولت ماد کوچک که در این زمان آتروپاتگان خوانده می‌شد، روشن نیست، اما به نظر می‌رسد کادوسیان به‌مرورِ زمان به اطاعت از آتروپاتنی‌ها درآمده‌اند و اگر هم توانسته باشند استقلال خود را حفظ کنند، برتری آتروپاتنی‌ها را پذیرفته‌اند.
آثار به‌جای‌مانده در تالش حاکی از آن است که روابط بسیار نزدیکی بین کادووسیان و اشکانیان وجود داشته‌است.
در روزگار ساسانیان سرزمین کادوسیان به‌سبب همجواری با سرزمین آلبانی (اران) و اقوام شمالی، از اهمیت نظامی خاصی برخوردار بود. شاهان ساسانی بر آن بودند تا با جلب خشنودی این کوه‌نشینان جنگجو، امنیت تنگه‌ها و گذرگاه‌های دربند قفقاز را حفظ کنند.

### پس از اسلام

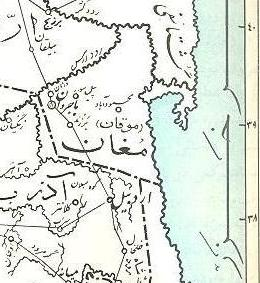
تالش گشتاسفی در دوره خلفای عباسی

در اسناد و منابع پیش از اسلام واژهٔ تالش دیده نشده‌است. برخی از پژوهشگران، تالش را با قوم «کادوس» که از آن بارها در منابع یونان و روم باستان یاد شده‌است، یکی می‌دانند. در منابع سده‌های نخست هجری از این قوم با نام «طیلسان» یاد کرده‌اند. یاقوت ذیل مادهٔ طیلسان، به‌نقل از اصمعی می‌گوید که طیلسان با تالشان یکی است. واژهٔ طیلسان ظاهراً از اواسط سدهٔ ۷ق متروک، و به‌جای آن واژهٔ «تالش» تدریجاً وارد منابع تاریخی و جغرافیایی ایران شد.
در زمان خلافت عمر والی کوفه، مغیرة بن شُعبه، سردارِ خود کثیر بن شهاب حارثی را که در جنگ قادسیه هم شرکت داشت، به جنگ اهالی بَبَر و طیلسان (تالشی) فرستاد ولی او نتوانست آن سرزمین را بگشاید. در اوایل اسلام در زمان خلافت عثمان سرزمین تالشان (طیلسان) هم‌زمان با دیار دیلم و بَبَر، یک‌بار به‌دستِ براء بن عازب و بار دیگر به‌دستِ ولید بن عُقبة بن اَبی مُعَیط فتح شد.
سرزمین بَبَر در اواخر دورهٔ ساسانی و اوایل دورهٔ اسلامی، میان گیلان و تالش از یک سو و تالش و دیلم از سوی دیگر قرار داشت و نیز آن را نزدیک دیلم، گیلان، تالش و مغان آورده‌اند. سرزمین بَبَر محدودهٔ منطقهٔ مرزی تالش و گیلان را شامل می‌شود.
پس از اسلام مردم تالش با نام طیلسان شناخته می‌شدند که این واژه معرّب لفظ تالش می‌باشد. یعقوبی در تاریخ یعقوبی مردم تالش را از قوم طیلسان معرفی می‌کند. یعقوبی می‌نویسد:

فرزندان عامور بن ثوبل بن یافث بن نوح به طرف چپ خاور بیرون شدند و جمعی از آنها؛ یعنی فرزندان ناعوما از ناحیهٔ جربی به سمت شمال رفتند و در شهرها پراکنده شده و چندین امت شدند به نام‌های برجان، دیلم، تبر، طیلسان، جیلان، فیلان، الان، خزر، دودانیه و ارمن.

سرانجام ادارهٔ ولایات را بین اشخاص موردِاعتماد تقسیم کردند و سلسلهٔ علویان به وجود آمد و دسته‌های ناراضی به‌صورت قطب جدید، پایگاه سامانیان را به وجود آوردند. دیری نپایید که داعی کبیر با کمک تودهٔ مردمِ وفادار به سلالهٔ علویان در سدهٔ ۱۴ هجری شورش نمود و دوباره دولت علویان روی کار آمد و پس از ۳۰ سال دولت سالاریان در این سرزمین رشتهٔ فرمان‌روایی را به دست گرفتند و پس از آن آل‌زیار، آل‌بویه و غزنویان بودند.
بنابراین پراکندگی‌هایی که به‌صورت گروهی و طایفه‌ای این اقوام در ایران و خارج از مرزها وجود داشته ناشی از علل سیاسی بوده. این قوم دائماً با زورمندان محلی درگیر بوده و حاکمان محلی به‌اجبار افرادی از این قوم را به دیار دیگر تبعید می‌کردند و این روش تا آغاز تاریخ اسلامی دوام داشته. بیشتر نقل‌وانتقالات قوم کادووس به گوشه‌وکنار ایران، مربوط به عهد باستان، دوران صفویه و افشاریه است. کسروی دراین باره مطالبی رابیان داشته: نام قادسیه به زبان ایرانیان، گاودوشان یا کادووسیان بوده و اکنون قادسیه نامیده شده. گاودوشان مردمی جسور و جنگجو بودند که از کوهستان‌ها آنان را به سرحد مرزهای عربستان و ایران کوچانیدند.

### صفویه
حمدالله مستوفی در نیمهٔ نخست سدهٔ ۸ ه‍.ق دربارهٔ مردم تالش می‌نویسد: «مردم آنجا جنگی و مردانه باشند… و از مذاهب فراغتی دارند، اما به قوم شیعه و بواطنه نزدیک‌ترند». بدین‌سبب، از آغاز برآمدن شیوخ صفویه، مردم تالش نقش مهمی در به قدرت رسیدن آنان ایفا نمودند. شیخ صفی، سرسلسلهٔ این طایفه از جانب امرای تالش حمایت می‌شد و در حلقهٔ مریدان او شمار بسیاری از مردم تالش حضور داشتند. شیخ صدرالدین موسی فرزند و جانشین شیخ صفی که از ملک اشرف چوپانی بیمناک بود، نزد هواخواهان تالش خود پناه جست. در ۸۰۶ ه‍.ق/۱۴۰۳م تیمور پس از ملاقات با خواجه علی در اردبیل بسیاری از مزارع و روستاهای منطقهٔ تالش، از آن میان، آستارا و کرگان‌رود (هشتپر امروزی) را در تیول خاندان او قرار داد. یکی از پسران خواجه علی به نام عبدالرحمان با خانوادهٔ خود در منطقهٔ تالش‌نشین گسکر اقامت دائمی گزید و در همان‌جا نیز درگذشت. در نخستین لشکرکشی شیخ حیدر به داغستان، بخش مهمی از سپاه او را تالشان تشکیل می‌دادند. در منابع از آنان با عنوان «آبی‌جامه» یاد شده‌است. پس از کشته شدن شیخ حیدر، پسرش اسماعیل که نوجوانی بیش نبود، جانشین او شد. در این زمان اسماعیل که در اردبیل به‌سر می‌برد، از بیم جان در خفا رهسپار گیلان شد. در این سفر دده بیگِ تالش از همراهان او بود و مردم تالش در سراسر مسیر اردبیل به لاهیجان، از او به‌گرمی استقبال و پذیرایی کردند. یکی از علل گرایش مردم تالش به شاه اسماعیل و صفویان، ضدیت آنان با شروانشاهان بود. تالش‌ها با آگاهی از دشمنی میان صفویان و شروانشاهان، رهایی خود را از استیلای آنان در قدرت گرفتن صفویان می‌دیدند. همراهی و پشتیبانی تالش‌ها از حکومت صفویه موجب جلب اعتماد شاهان صفوی به آنان شده بود؛ این اعتماد به‌حدی بود که پس از سرکوب شورش غریب‌شاه در گیلان، همهٔ مردم گیلک‌نشین مناطق گیلان خلع سلاح شدند و از حمل هرگونه جنگ‌افزار منع گردیدند و فقط اجازه داشتند برای کارهای کشاورزی از داس استفاده کنند؛ اما تالشان مجاز به حمل هر نوع جنگ‌افزاری بودند.

### خانات تالش

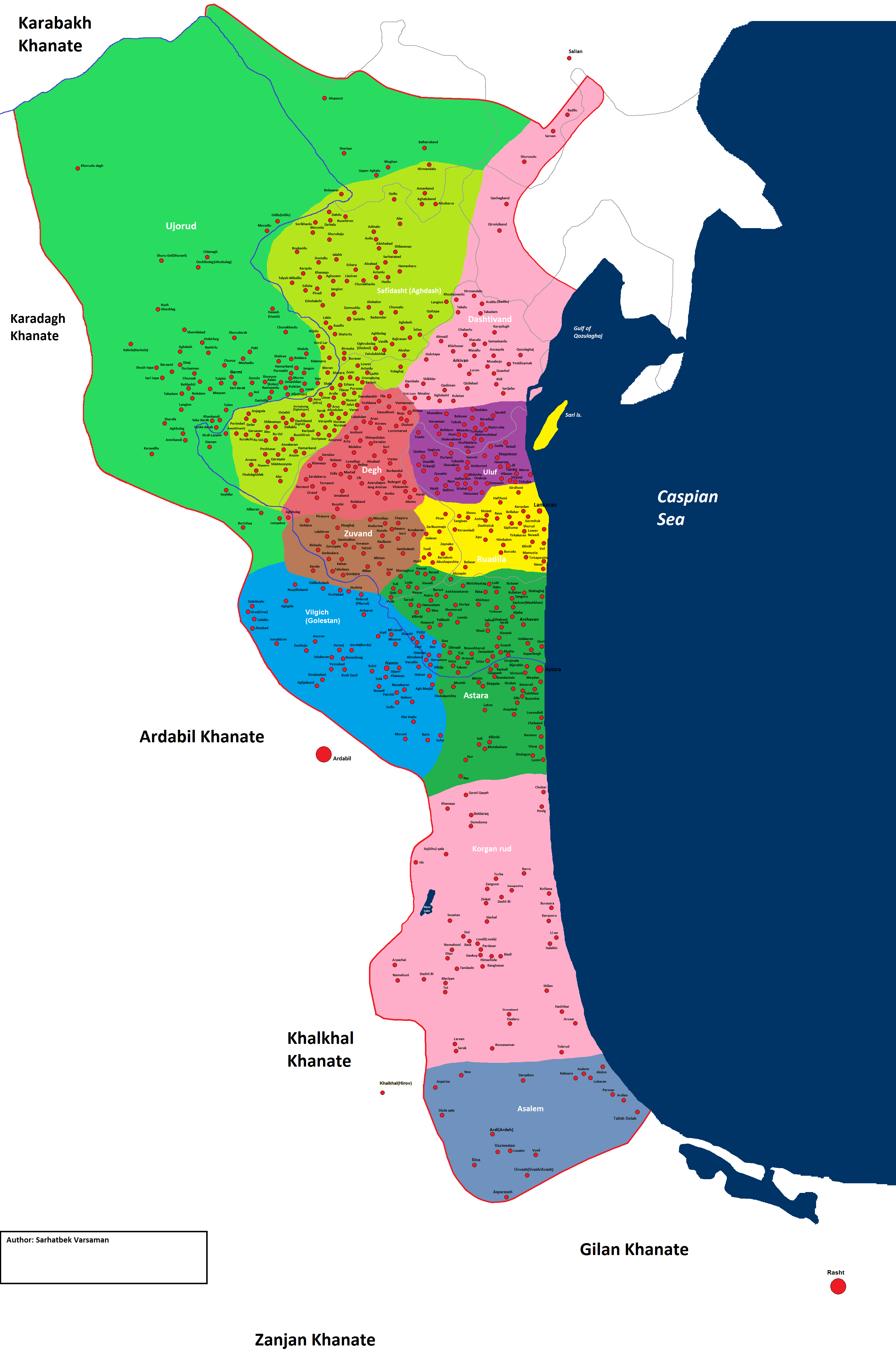
حکومت خانات تالش در بیشترین گستره‌اش

خانات تالش که با نام خانات لنکران نیز شناخته می‌شود، خان‌نشینی در منطقهٔ کنونی جنوب شرقی جمهوری آذربایجان و نواحی شمالی استان گیلان در ایران امروزی بود که از دوران امپراتوری صفوی تا ۱۸۲۸ بر تالش حکم می‌راند که قسمت بزرگی از آن در نتیجهٔ جنگ‌های ایران و روسیه برپایه پیمان ترکمنچای از ایران جدا شد. اولین خان این منطقه میرجمال‌الدین خان از یاران نادرشاه و آخرین آن‌ها میرحسن خان بود.
پایتخت این خان‌نشین، شهر لنکران و مردم این خانات را تالش‌ها و آذربایجانی‌ها تشکیل می‌دادند.

### عهدنامهٔ گلستان
تالشِ یکپارچه تا سال (۱۸۱۳) بخشی از ایران بود و در آن سال برپایهٔ عهدنامهٔ گلستان شمال تالش از خاک ایران جدا گشت. در سال ۱۲۲۸ ق. آستارا، به‌موجب عهدنامهٔ گلستان که میان دولت ایران و روسیه منعقد شد، به دو قسمت تقسیم گردید و با تعیین رودخانهٔ آستاراچای به‌عنوان خط مرزی، مناطق وسیع شمالی این رودخانه به دولت روسیه و جنوب تالش از رودخانهٔ آستاراچای در اختیار ایران قرار گرفت.

### انقلاب مشروطه
در جنبش مشروطه‌خواهی ایران (۱۲۸۳ - ۱۲۸۸ ش) نخبگان مردم تالش نقش داشتند. اعضای شورای مقاومت جنبش مشروطه‌طلبان تالش بر اساس تصمیمات اعضای شورای مشروطه‌طلبان تالش مسئولیت‌ها را بین خود تقسیم کرده بودند:
1. آقاجان خان تالشی: سرکرده ایلات و عشایر کوه نشین؛ دارای وجهه و اعتبار محلی در میان ایلات و عشایر کوهستانی کرگانرود شمالی یکی از رهبران مشروط خواه تالش؛ تأمین کننده ۳۰۰۰ بسیج عشایری و فدایی پیشمرگ؛ تأمین کننده لجستیکی (جیره و علیق) شورای مقاومت مشروطه خواهان تالش دارای توان مالی و قوای جنگجو، یکی از رهبران خیزش دهقانی ۱۹۰۶ میلادی علیه استبداد سردار امجد
2. انوش خان کبود مهری کرگانرودی: مسئول تظلمات خواهی تالشان؛ منعکس کننده صدای مردم تالش به رشت و تهران؛ تنظیم کننده شکایات و تلگراف بسیج مردمی
3. سید اشراف‌الدین کرگانرودی (شجاع دیوان) از فرماندهان نظامی تالش و گیلان
4. میرزاجان خان تالشی (سیاه کلاه) برادر آقاجان خان تالشی از فرماندهان نظامی
5. سید هدایت‌الله خان کرگانرودی (سید هدی خان) برادر سید اشرف خان
6. حاجی صفرخان (سیاه کلاه) برادر آقاجان خان تالشی
7. سید فضل‌الله میر مسعودی، قبل از انقلاب در هشتپر به دار آویخته شد.
8. حسن خان رحمانی (سیاه کلاه) تاجر حوزه قفقاز مطلع تحولات بین‌المللی، مرتبط با آزادی‌خواهان قفقاز برادرزاده آقاجان خان تالشی
9. ملاعزیز شریعتمداری هره دشتی (قبلاً معلم فرزندان سردار امجد بود) به مشروطه‌خواهان پیوست و توسط روس‌ها در رشت به دار آویخته شد.
10. ملا علی روانی
11. دد خان تالشی (اقبال‌السلطان آقاجانی) پسر ارشد آقاجان خان تالشی از فرماندهان نظامی و مرتبطین رشت
12. نجف‌قلی فتحی به سبب مراودات و مسافرت‌های بین تهران و رشت تبادل اخبار و اطلاعات مشروطه خواهان
13. خداقلی خان یوسفی از معتمدین تهران و دابط بین تااشهای ایران و آذربایجان با مقراصلی در تهران و تبریز
14. خسروی خان اندبیلی از مشروطه‌خواهان اردبیل و خلخال کنونی که به دستور رضا شاه پهلوی به تالش تبعید شد و در کنار خان‌های تالشی به مبارزات خود ادامه داد تا اینکه سه سال پس از تبعید در تهران زندانی شد.

### جمهوری خودگردان تالش-مغان

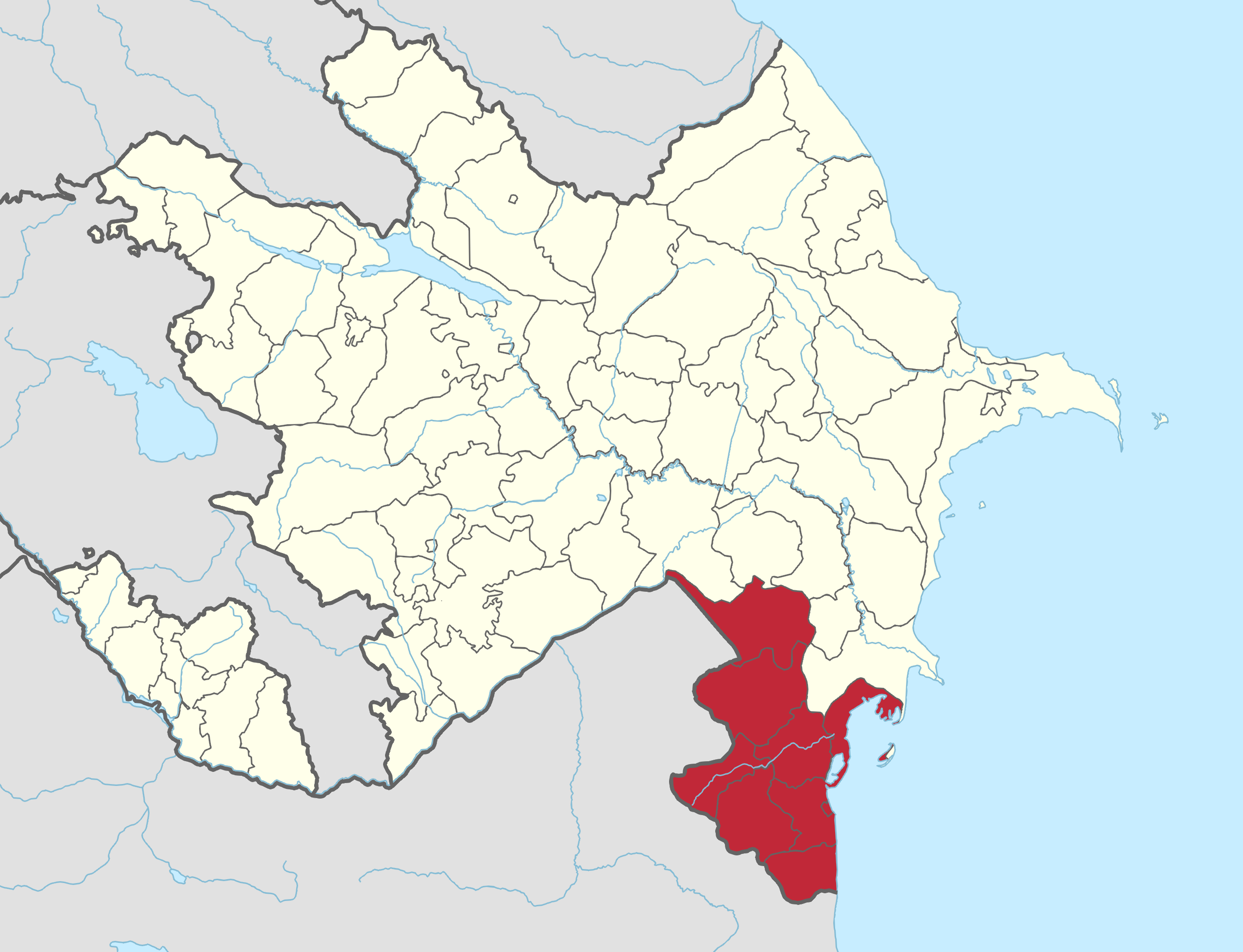
جمهوری خودگردان تالش-مغان

جمهوری خودگردان تالش-مغان یک جمهوری خودگردان با عمر کوتاه به ریاست‌جمهوری علی‌اکرم همت‌زاده بود که از ژوئن تا اوت ۱۹۹۳ (به‌مدت دو ماه) ادارهٔ تالش گشتاسبی را برعهده داشت. این جمهوری خودخوانده در جنوب خاوری منطقهٔ خاک جمهوری آذربایجان قرار داشت و از رایون‌های آستارا، لریک، لنکران، ماساللی، یاردیملی، جلیل‌آباد و بیله‌سوار تشکیل شده بود. از نظر جغرافیایی، جمهوری خودگردان تالش-مغان همهٔ مناطق پایین رود ارس در جمهوری آذربایجان را شامل می‌شد.

## فرهنگ تالش

### زبان

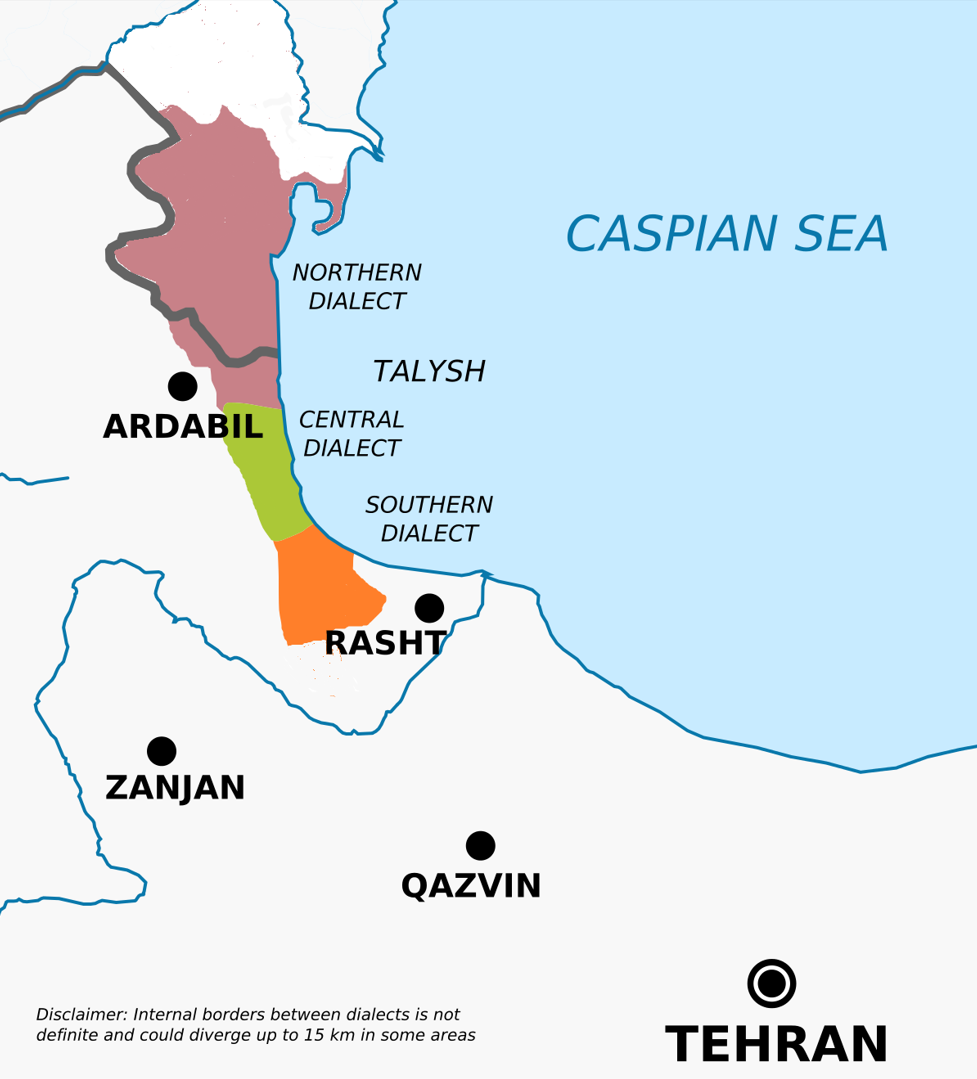
گویشوران بومی زبان تالشی در ایران و آذربایجان

زبان بومی مردم تالش، تالشی است ولی به سبب گسترش نفوذ زبان ترکی در منطقۀ قومی تالش، بسیاری از خانواده‌های تالش، تغییر زبان داده، و برخی نیز دو زبانه‌ شده‌اند. زبان تالشی توسط یونسکو به عنوان یک زبان در معرض آسیب طبقه‌بندی شده‌است. بنا به تخمین اتنولوگ، هم‌اکنون تنها ۲۳۰ هزار نفر می‌توانند به تالشی صحبت کنند.
زبان تالشی یکی از زبان‌های ایرانی شمال غربی و از خانواده زبان‌های کاسپین است. این زبان به زبان تاتی بسیار نزدیک می‌باشد. تالشی همچنین هم‌ریشه با دیگر زبان‌های حاشیه دریای کاسپین همچون گیلکی و مازندرانی است ولی با آن‌ها تفاوتی آشکار دارد. تات‌ها و تالشی‌ها و مازندرانی‌ها به زبان‌هایی سخن می‌گویند که در بسیاری موارد با زبان فارسی تفاوت داشته ولی با مادی و پارتی و اوستایی شباهت دارد. زبان تالشی مشابهت با زبان‌های اوستایی و کردی دارد. همچنین این زبان به زبان آذری باستان نزدیک است.
میلر معتقد است که با دلایل روشن می‌توان گفت که تاتی و تالشی ادامه زبانی است که دست کم در آغاز دوره فارسی میانه بدان سخن می‌گفته‌اند، این شواهد و نشانه‌ها همان اندازه که وجه اشتراک این گویش‌ها را با زبان پهلوی پارتی نشان می‌دهد گویای پیوندهای خیلی نزدیک آن‌ها با مادی و اوستایی نیز هست؛ زیرا که تفاوت زبان پهلوی با زبان‌های دیرین مانند مادی و اوستایی به همانگونه است که تشابه و تفاوت تاتی و تالشی با آن زبان‌ها. به عقیده خوچکو این زبان پر از حروف با صدا و آوائی است و به سبب آهنگی که در آن دیده می‌شود می‌توان آن را شبیه لهجه ایتالیایی دانست.

### موسیقی

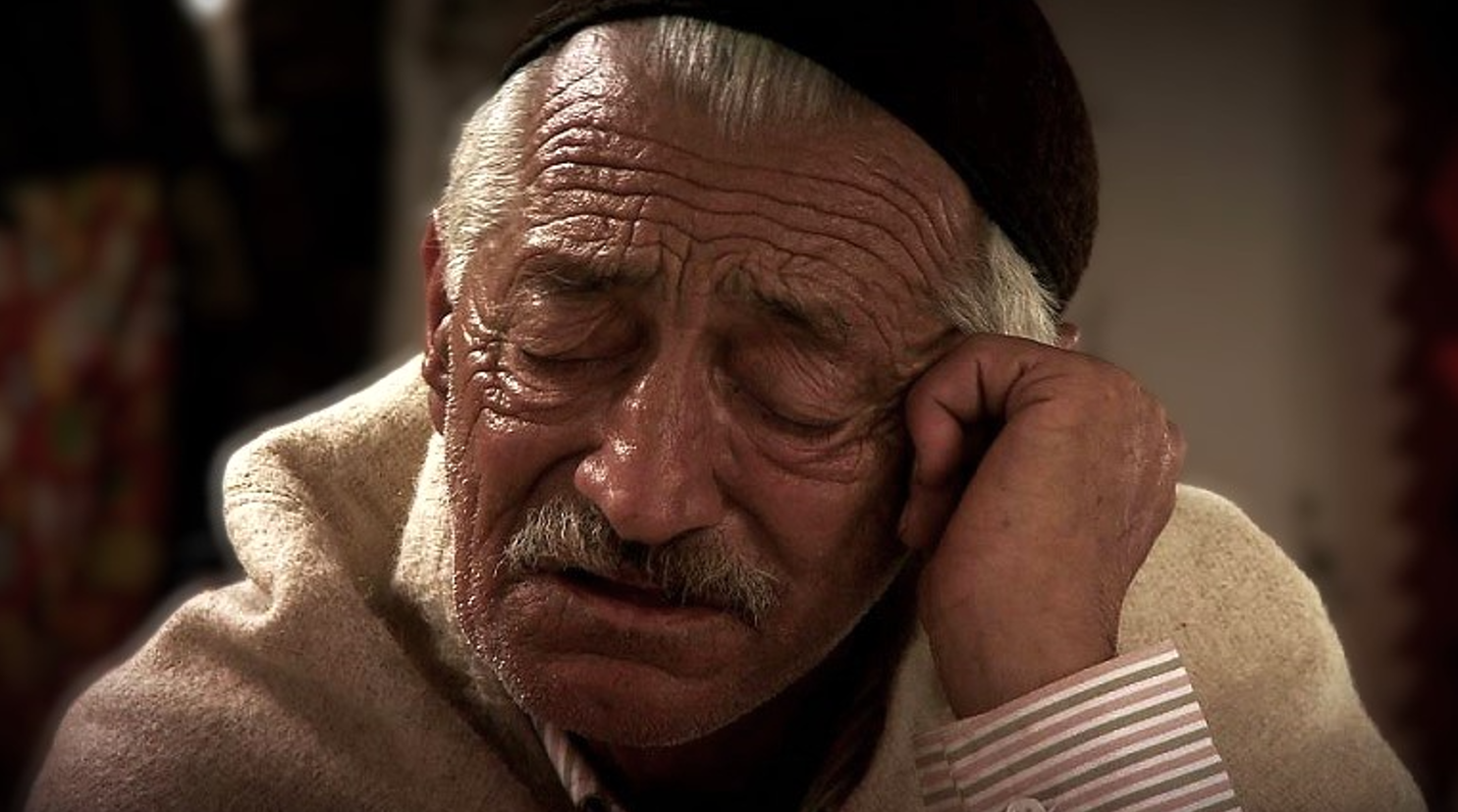
قسمت خانی (اسطوره دستون‌خوانی موسیقی طالش)

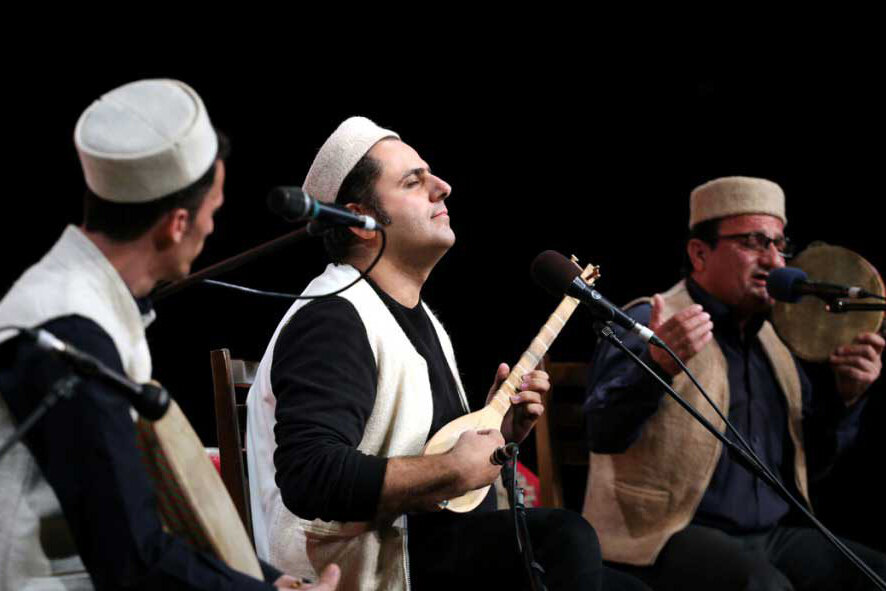
دکتر آرمین فریدی هفت خوانی (احیاگر موسیقی و فرهنگ طالشی)

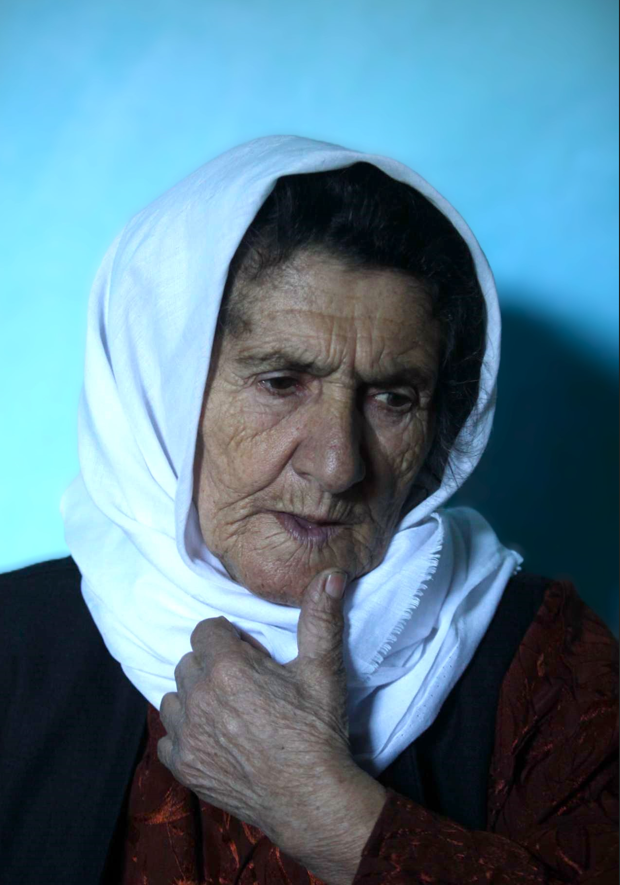
خَجو بانو (یا خدیجه بانو رزداری) اسطوره للهَ (نی تالشی) نوازی

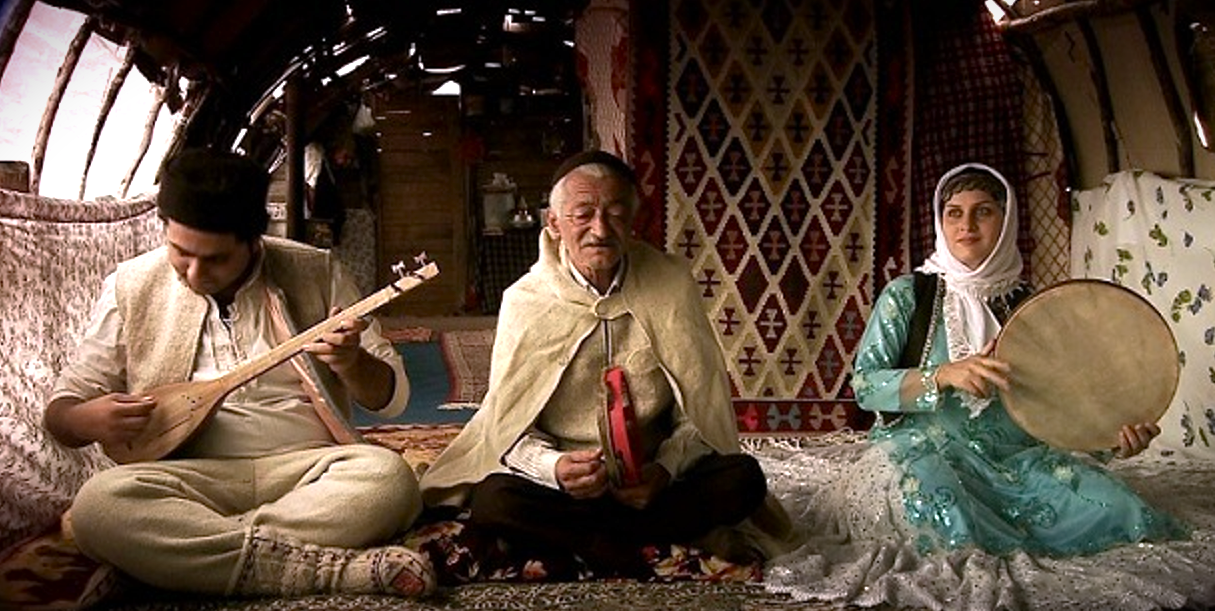
موسیقی تالش (با تمبوره تالشی)

فرم جمله‌بندی و ساختار ملودیک (فرودها و فرازها) در موسیقی تالش مبین قدمت و اصالت آن است. اما تاریخچهٔ روشن و مشخص برای این موسیقی قید نشده‌است. بخشی از روایت‌های محلی که نمادهای اسطوره‌ای این موسیقی را نمایان می‌سازند، پژوهشگران را به عرصه پژوهشی گسترده سوق می‌دهند.
موسیقی تالش هم‌اکنون به صورت زیر تقسیم می‌شود: دستون (آواز تالشی) - هوا (پرده) - تصنیف یا ترانه - نوروج‌خوانی - لی‌لی (لالایی) - نی‌نوازی - مولودی‌خوانی.

#### سازهای رایج در موسیقی تالشی

##### زهی
- دیوان یا باغلاما
- تنبور
- تار
- سنتور
- سه‌تار
- کمانچه
- چگور

##### بادی
- نرمه نای یا بالابان
- سورنا یا سرنا
- له له یا نی هفت بند
- دوزله یا جفتی

##### کوبه‌ای
- دایره
- دف
- تنبک
- دهل
- نقاره

## مذهب تالش
بنا به روایت بلاذری، ابن اثیر و برخی دیگر از منابع، تالش (طیلسان) در عهد خلیفه دوم، دوبار به وسیله عقبه بن ابی معیط و برا بن عازم فتح شد؛ ولی ورود فراگیر اسلام به گیلان و تالش و سده سوم هجری مقارن با ورود علویان طبرستان به دیلم و گیلان بر می‌گردد.
بنابر گزارش احمد مقدسی مورخ قرن چهارم: مذهب ناحیه دیلم شیعه هست و بیشتر گیل‌ها سنی هستند. مذهب اهالی دیلم و گیلان بیه‌پیش، یعنی نواحی شرق سفیدرود، به پیروی از خاندان علوی تا دوره سادات کیایی که به دست شاهان صفویه منقرض شد، شیعه زیدی بود.
بنا بر نوشته اصطخری مورخ قرن سوم: مردم دیلم تا زمان حسن بن زید کافر بودند و پاره ای از آنان در آن وقت مسلمان شدند.
در نواحی غرب سفیدرود شامل گیلان بیه‌پس و منطقه قومی تالش، اهالی پیرو مذهب سنی بودند.
شهاب‌الدین دستی در کتاب مسالک‌الابصار می‌گوید: گیلان بیه‌پس چهار شهر بزرگ دارد که در هر شهر و حومهٔ آن سلطانی حکمرواست. این چهار شهر فومن، تولم، گسکر و رشت اشت. مردم اینجا حنبلی مذهبند. چنان‌که آمد، فومن و گسکر در برگیرنده بخش جنوبی منطقه قومی تالش است. تا اوایل دوره قاجار محدودهٔ آن را رودخانه دیناچال (نزدیک به اسالم) تعیین می‌کرد. این مرز سیاسی، که احتمالاً مرز مذهبی هم بود، از حدود دیناچال تا خانبلی مرکز قسمت شمالی دیار تالش امتداد داشت و زاد بوم مشایخ شافعی معروفی چون سید جمال‌الدین و شیخ زاهد گیلانی بوده‌است. بخش بزرگی از اهالی منطقه مذکور هنوز دارای مذهب شافعی می‌باشند، ولی مردم نیمه جنوبی شامل گسکری، فومن، ماسال، شاندرمن و شفت تغییر مذهب داده و اکنون شیعه امامی هستند.
وجود برخی نشانه‌ها از جمله، استقرار چندین خانواده اسماعیلی در کوهستان‌های تالشدولاب، حاکی از آن است که اهالی منطقه تالش زمانی پیرو مذهب اسماعیلی بوده‌اند.
در حال حاضر قلمرو مذهب شافعی از مرز بین بلوکهای تالشدولاب و شاندرمن آغاز و به سوی شمال تا حدود لیسار در بلوک کرگانرود ادامه دارد. از این نقطه به بعد این مذهب به تدریج جای خود را به اکثریت شیعه می‌دهد.

## مناطق تالشی نشین
تالش شامل دو منطقه است:

### تالش جنوبی
منطقهٔ تالش در ایران با مساحتی حدود ۲۳۷۳ کیلومتر مربع در شمالغرب گیلان قرار دارد و یک سوم خاک استان گیلان را تشکیل می‌دهد. منطقهٔ تالش جنوبی از غرب به استان اردبیل از شمال به آستارا و از جنوب به رودبار و از شرق به دریای خزر و انزلی محدود می‌شود. همچنین در استان اردبیل در بخشهای عنبران و ویلکیج در شهرستان نمین و بخش خورش رستم در شهرستان خلخال مردم تالش ساکن هستند. جمعیت تالشان در ایران بیش از هفتصد هزار تن می‌باشد.
- شهرستان طوالش به مرکزیت شهر هشتپر مرکز تالش جنوبی
- شهرستان آستارا
- شهرستان رضوانشهر
- شهرستان ماسال
- بخش‌هایی از شهرستان شفت
- بخش هایی از شهرستان فومن
- بخش‌هایی از شهرستان رودبار
- بخش‌هایی از شهرستان صومعه سرا
- تعداد زیادی از تالش‌ها در شهرهای رشت و تهران زندگی می‌کنند.

### تالش شمالی
تالش شمالی یا تالش گشتاسبی در جنوبغربی جمهوری آذربایجان قرار دارد. جمعیت مردم تالش در جمهوری آذربایجان بیش از پانصد هزار نفر، برآورد می‌شود که بیشتر به صورت مهاجر در باکو زندگانی می‌گذرانند.
- شهرستان لنکران مرکز تالش شمالی
- شهرستان آستارا
- شهرستان ماسالی
- شهرستان لریک
- شهرستان یاردیملی
- شهرستان جلیل‌آباد
- شهرستان نفت چاله
- شهرستان بیله سوار
- بخش‌هایی از شهرستان ایمیشلی
- بخش‌هایی از شهرستان صابرآباد
- بخش‌هایی از شهرستان سالیان
- بخش‌هایی از شهرستان سومقاییت
- تعداد زیادی از تالش‌ها نیز در شهر باکو زندگی می‌کنند.

## جغرافیای طبیعی تالش

### کوه‌های تالش

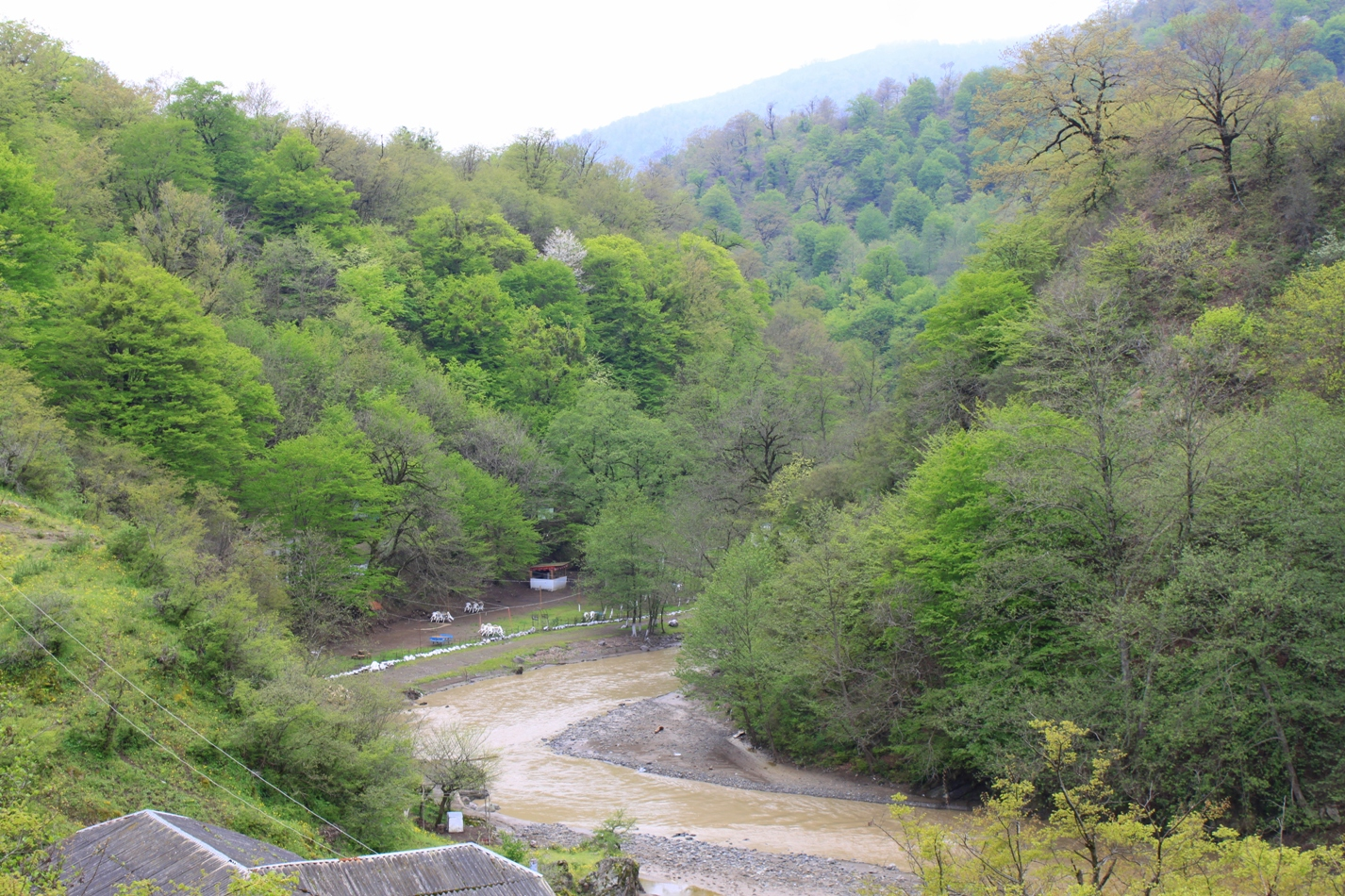
کوه‌های تالش در منطقه ماساللی

زنجیره‌ای از کوه‌ها است که در شمال غربی ایران و جنوب شرقی جمهوری آذربایجان قرار گرفته‌است.
این کوه‌ها بخش شمال غربی رشته‌کوه البرز را تشکیل می‌دهند و از زمین‌های پست لنکران به سوی جنوب شرقی امتداد یافته و تا دشت‌های سفیدرود در ایران ادامه می‌یابند.
کوه‌های طالش در شرق آذربایجان با جهتی شمالی جنوبی در حاشیه دریای خزر تا دره سفیدرود در گیلان ممتد می‌باشد. دامنه‌های غربی کوه‌های طالش دارای شیب ملایم و چهره عریان و بسیار کم درخت و دامنه‌های شرقی آن دارای شیب تند به سوی دریای خزر می‌باشد. «آق داغ» بلندترین قله آن به ارتفاع ۳۲۰۰ متر در خلخال قرار دارد.
کوهستان باغرو چند قله بلندتر از ۳ هزار متر دارد و بیشینه بارندگی در این کوهستان میان ۱٬۶۰۰ میلی‌متر تا ۱٬۸۰۰ است که بالاترین میزان بارندگی در ایران و در جمهوری آذربایجان است.

### جنگل‌ها

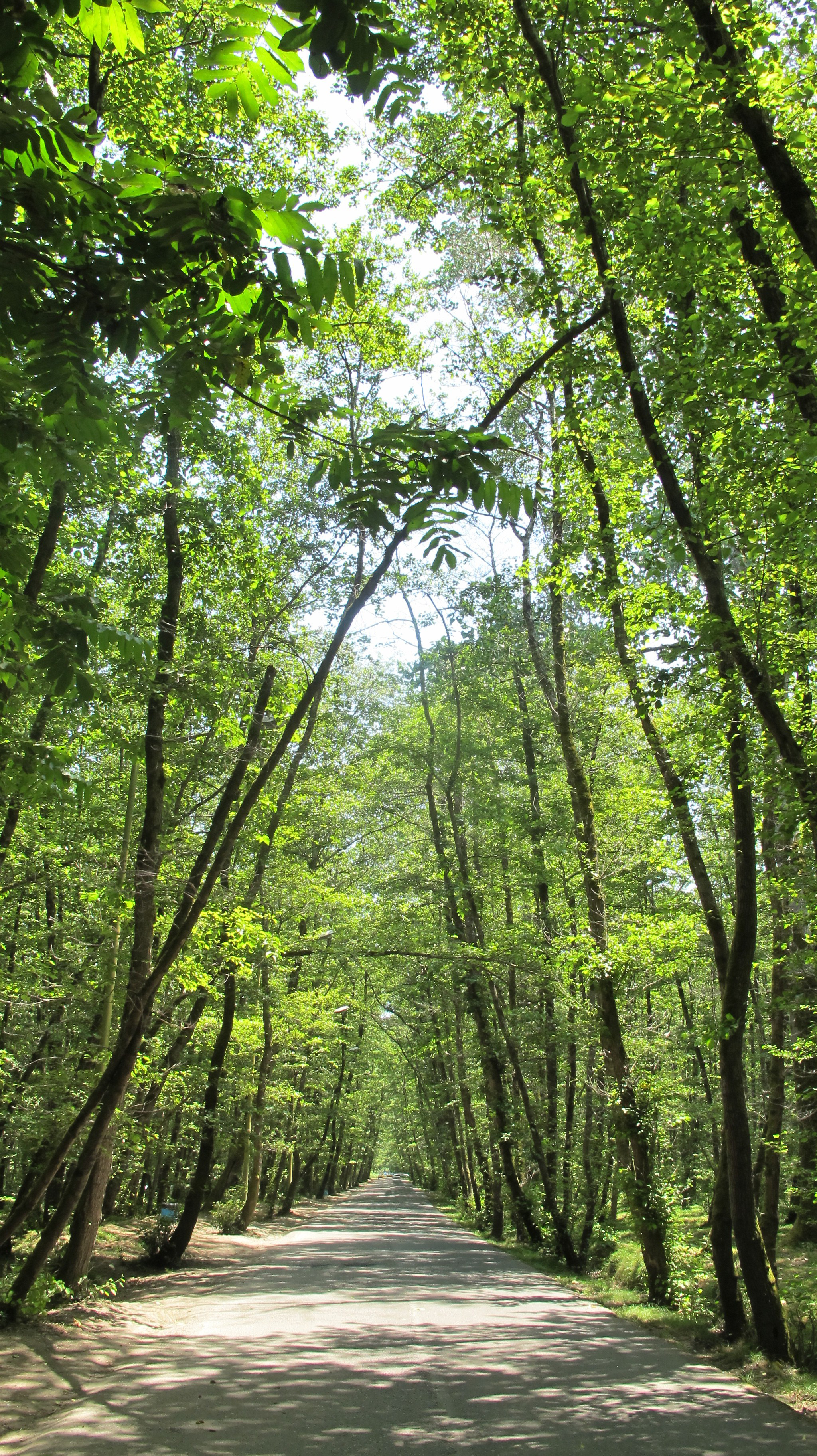
جنگل‌های گیسوم

جنگل‌های تالش عمدتاً در کوه‌های تالش و نیز در بخش‌هایی از جلگه لنکران گسترده شده‌است. این جنگل‌ها که تا ارتفاع ۲۲۰۰ متری از سطح دریا گسترده شده‌اند حدود ۱۵۰ هزار هکتار مساحت را دربر می‌گیرد. در این گستره، جنگل‌های جنب‌مداری تیپ هیرکان وجود دارد، به استثنای دیابار، در تالش در مساحت ۳۶۹۰۰ هکتاری، ۱۱۶۷ نوع رستنی شمارش شده‌است. از نظر تنوع گونه‌ها، تالش در میان ۱۸ایالت پوشش گیاهی قفقاز، مقام اول را داراست. از ۱۵۰ نوع درختان و بوته‌های جنگلی ۳۶ گونه آن بومی‌اند.
در جنگل‌های هیرکان تالش آکاسیا، گلابی هیرکان (خِج) و آکاسیای ابریشمی موجود است در جنگل‌های تالش پراکندگی انواع درختان ویژه از جمله درخت آهن، بلوط شاه بلوطی برگ، آکاسیای ابریشمی، له‌له خزر، شمشاد هیرکانی، گردو، انجیر هیرکانی، را می‌توان مشاهده کرد. از درختان بوته‌ای می‌توان از آلوچه، ازگیل، زالزالک، ارجنگ، انار، شمشاد کولخیسی، کوله‌خاس، دانایا، نام برد که از نمونه‌های ارزشمند جنگلی بوده و اشکوب پایینی جنگل را پوشانده‌اند.
در رشته کوه های طالش حیواناتی نظیر پلنگ، خرس و مرال خزر زیست می کند.
در نواحی دشتی توسکا، یالان‌قوز، بلوط‌های شاه‌بلوطی برگ، درخت آهن (آسون دار) در عین حالی که سودبخش است، به این نوع درخت در نوار جنگلی بالاکوهی کمتر برخورد می‌شود. در نوار جنگلی بالاکوهی شاه بلوط شرقی، افرا و ممرز درختان غالب را تشکیل می‌دهند.

### سواحل
سرزمین تالش با بیش از دویست کیلومتر ساحل دریای خزر یکی از مناطق سواحلی شمال ایران و جنوب جمهوری آذربایجان است که در این سواحل مناطق متعددی برای شنا، پره‌های صید ماهی و پارک‌های جنگلی ساحلی مثل گیسوم و قروق قرار دارد.

### رودخانه‌ها
رودی که قابلیت اشتعال دارد، رود یانار بولاغ است که از باکو به لنکران می رسد.
مساحت توزیع حوضه آبریز دریای خزر در مناطق مختلف تالش بیش از ۱۲۵۰۰ کیلومتر مربع در سال ۱۳۹۴ می‌باشد که رودخانه کورا در تالش گشتاسبی بیشترین آبریز دریای خزر را دارد.
- دیناچال رودخانه دائمی
- کرگانرود رودخانه دائمی
- آستاراچای رودخانه دائمی
- کورا رودخانه دائمی
- شفارود رودخانه دائمی

### پارک‌ها و مناطق حفاظت شده
پارک ملی هیرکان از پارک‌های ملی جمهوری آذربایجان هست که در منتهی‌الیه جنوب شرقی این کشور در محدوده کوه‌های تالش -که بخشی از جغرافیای تالش است است-، شهرستان‌های لنکران و آستارا قرار گرفته‌است، این مجموعه از نقاط دست نخورده و بکر طبیعت آذربایجان می‌باشد، که در ۹ام فوریه سال ۲۰۰۴ میلادی توسط ریاست جمهوری این کشور گشایش یافت. پارک ملی هیرکان برای ثبت در میراث جهانی یونسکو در بخش میراث فرهنگی و طبیعی معرفی شده‌است.
مناطق حفاظت‌شده تالش ایران نیز عبارتند از:
- منطقه حفاظت‌شده لیسار، جوکندان تالش
- منطقه حفاظت‌شده استیل آستارا
- منطقه حفاظت‌شده لوندویل آستارا
- منطقه حفاظت‌شده آلالان اسالم
- منطقه حفاظت‌شده ناو اسالم
- پارک جنگلی دکتر رستگاری گیسوم

## نگارخانه

پرچم تالشان
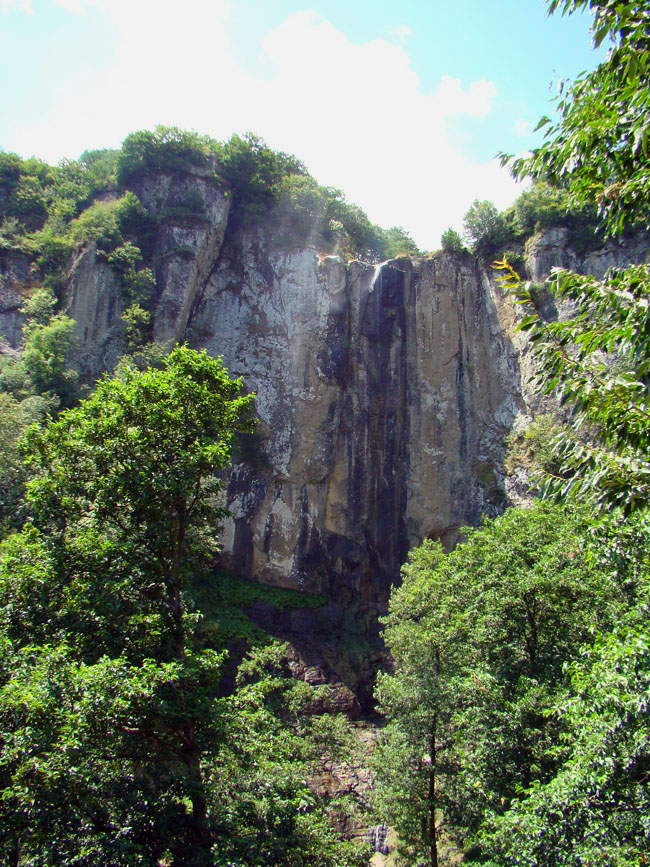
آبشار لاتون لوندویل
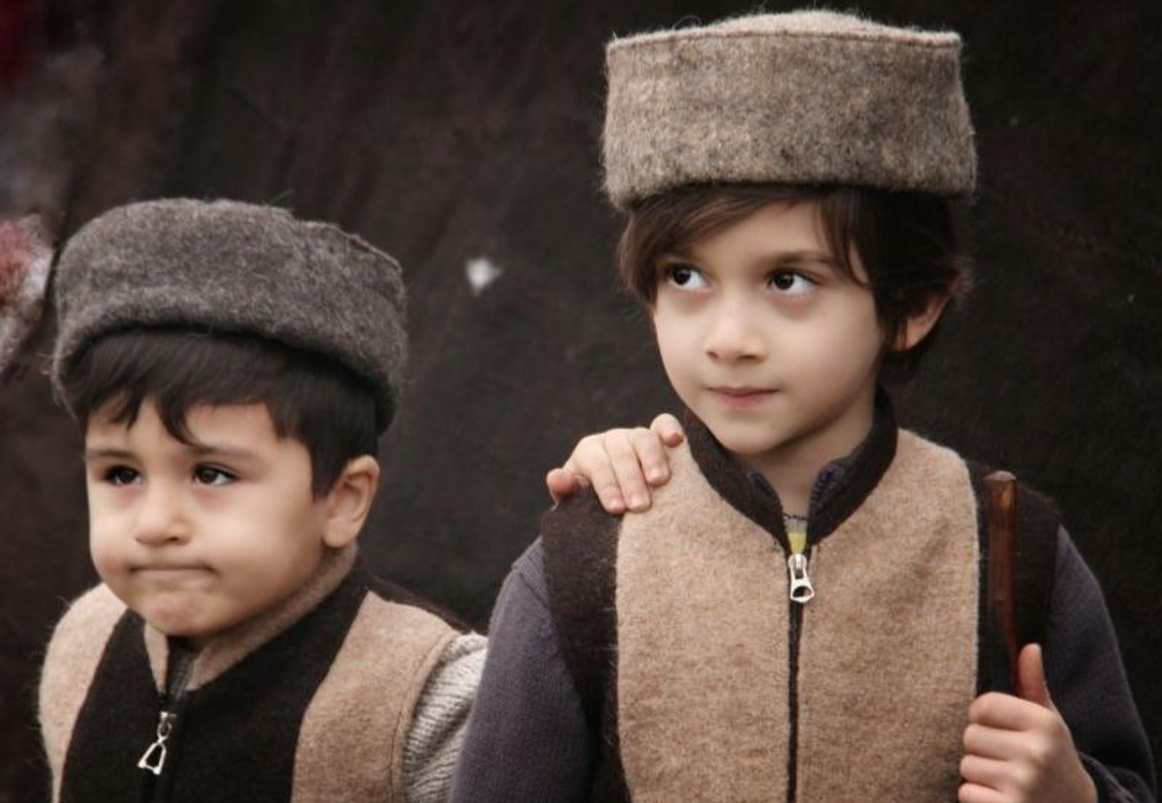
نگاره‌ای از دو پسر بچه تالشی؛ سوباتان
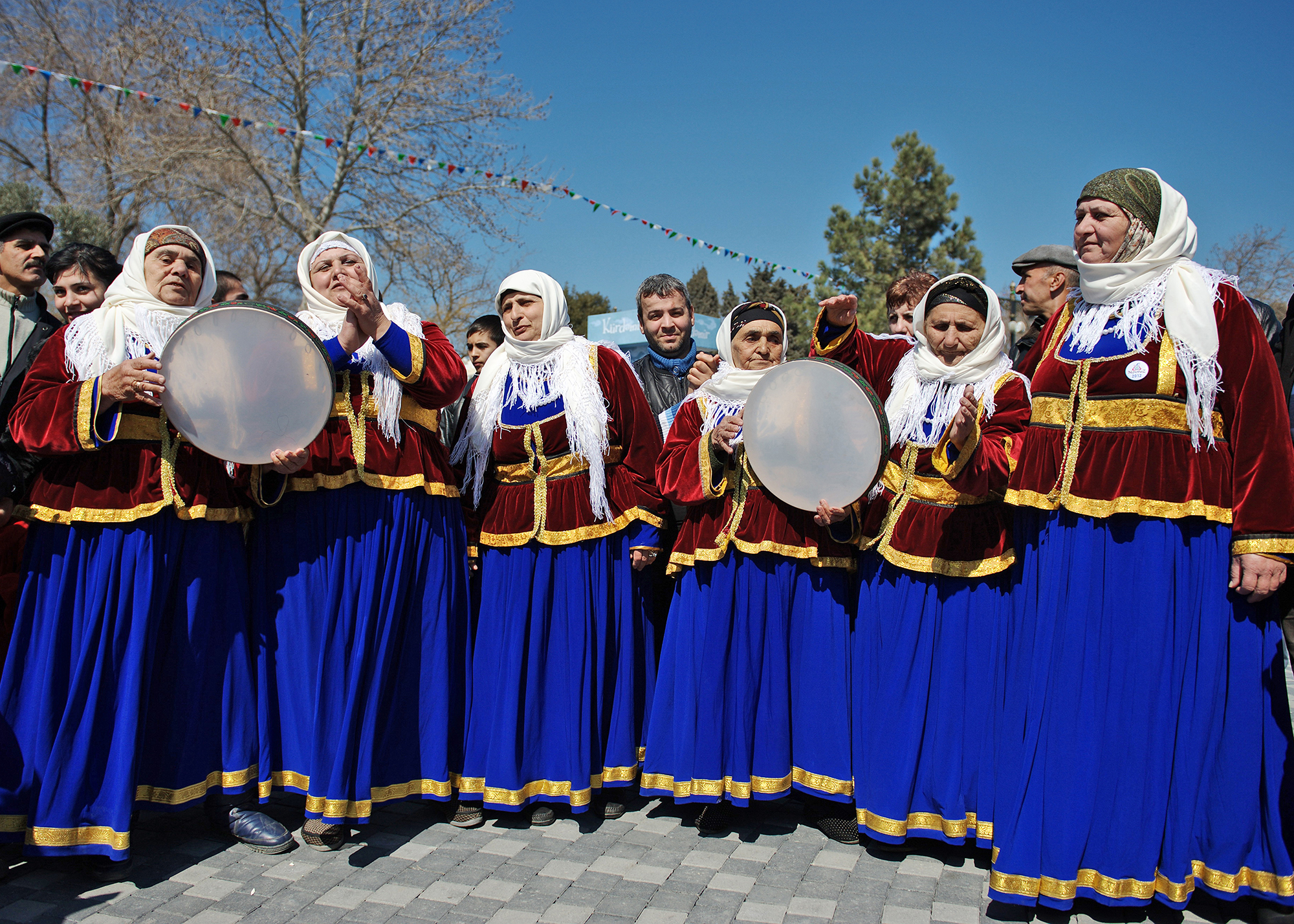
مادربزرگ‌های طالشی در جمهوری آذربایجان